# Kaʻahumanu
Kaʻahumanu (Hana (Hawaii), 17 marzo 1768 – Mānoa, 5 giugno 1832) è stata regina consorte e reggente del Regno delle Hawaii come Kuhina Nui.
Era la moglie preferita del Re delle Hawaii Kamehameha I e anche la figura politica capace di esercitare maggiore influenza durante il suo Regno.

## Reggenza
Nel 1824 da reggente di Kamehameha III ha convertito i suoi sudditi al Cristianesimo ed è stata battezzata col nome Elizabeth. Due anni dopo ha negoziato il primo trattato tra il Regno delle Hawaii e gli Stati Uniti. Il trattato si basava sul commercio e sulla giurisprudenza.